# Léonore Perrus
Léonore Perrus (n. 22 aprilie 1984, Paris, Franța) este o fostă scrimeră franceză specializată pe sabie, dublă campioană mondială pe echipe (în 2006 și 2007) și dublă campioană europeană (2005 și 2007), și pe echipe.

## Carieră
Primele sporturi pe care le-a practicat au fost gimnastica și badminton-ul. S-a apucat de scrimă în 1997 după ce s-a uitat la televizor probele de scrimă la Jocurile Olimpice de vară din 1996 de la Atlanta. A ales sabia pentru că o secție se oprise recent în clubul său. În momentul respectiv, sabia feminină nu era încă pe programul olimpic. 
A cucerit o medalie de bronz la Campionatul Mondial pentru cadeți din 2000 și la cel din 2001, apoi medalia de bronz pe echipe la Campionatul Mondial pentru juniori din 2003. În același an, s-a alăturat lotului național de seniori. S-a calificat pentru Jocurile Olimpice din 2004 de la Atena, unde a ajuns în sferturile de finală. A pierdut cu americanca Sada Jacobson și s-a clasat pe locul 6.
La Olimpiada din 2008 de la Beijing Franța a ajuns în semifinală, dar a fost învinsă de China, apoi de Statele Unite, și s-a întors fără medalie, ceea ce Perrus consideră ca cea mai rea amintire din cariera sa. Singura sabreră franceză calificată la Olimpiada din 2012 de la Londra, a fost eliminată în turul întâiul de japoneza Seira Nakayama. S-a retras după această competiție.
Prietenul său, Brice Guyart, a fost campion olimpic la floretă pe echipe la Jocurile Olimpice din 2000 și la individual la ediția din 2004. Împreună au o fată, Fauve, născută în septembrie 2014.

## Legături externe
- en  Prezentare Arhivat în 15 noiembrie 2012, la Wayback Machine. la Confederația Europeană de Scrimă
- en Léonore Perrus la Olympedia.org